# 만복
《만복》(일본어: まんぷく 만푸쿠[*])은 NHK 오사카 방송국이 제작한 일본의 텔레비전 드라마이다. 연속 TV 소설의 99번째 작품으로, 2018년 10월 1일부터 2019년 3월 30일까지 방송되었다.

## 등장 인물

### 주인공
이마이 후쿠코 → 타치바나 후쿠코 - 안도 사쿠라
작품의 주인공.

### 후쿠코의 가족·친족

#### 타치바나가 사람들
타치바나 만페이 - 하세가와 히로키
후쿠코의 남편으로 직업은 발명가이다.
이마이 스즈 - 마츠자카 케이코
후쿠코·사키·카츠코의 어머니.
타치바나 겐 - 니시무라 모토키
타치바나 사치 - 오가와 사라

#### 코다가 사람들
코다 카츠코 - 마츠시타 나오
후쿠코의 8살 위 작은 언니이다.
코다 타다히코 - 카나메 준
카츠코의 남편이자 후쿠코의 형부이다.
코다 타카 - 키시이 유키노
카츠코와 타다히코의 장녀이자 후쿠코의 조카이다.
코다 유키노 - 후카가와 마이
카츠코와 타다히코의 차녀이자 후쿠코의 조카이다.

#### 오노즈카가 사람들
이마이 사키 → 오노즈카 사키 - 우치다 유키
후쿠코의 10살 위 큰 언니이다.
오노즈카 신이치 - 오타니 료헤이

#### 오사카 사람들
미타무라 료조 - 하시즈메 이사오
카지타니 케이스케 - 카타오카 아이노스케
세라 카츠오 - 키리타니 켄타
카노 토시코 → 쿠와하라 토시코 - 마츠이 레나
이케가미 하나 → 미즈시마 하나 - 쿠레시로 쿠미
마키 젠노스케 - 하마노 겐타

### 오사카토요호텔 사람들
하시모토 마나미

### 타치바나 염업→타치바나 영양식품→만푸쿠식품주식회사 사람들
칸베 시게루 - 세토 코지
오카 코스케 - 나카오 아키요시
모리모토 겐 - 마이구마 카츠야

### 오사카·이케다 사람들
모치즈키 아야 - 현리
‘이케다신용조합’의 직원이자 만페이의 비서이다.

### 도쿄 사람들
아즈마 타이치 - 스다 마사키
후쿠코와 만페이를 돕는 젊은 변호사이다.

## 제작진
- 내레이션 - 아시다 마나

## 방송 일자
| 주 | 회        | 방송일                      | 부제                                                | 연출              | 주평균 시청률 |
| -- | --------- | --------------------------- | --------------------------------------------------- | ----------------- | ------------- |
| 1  | 01 - 06   | 2018년 10월 01일 - 10월06일 | 결혼은 아직도 앞! 結婚はまだまだ先！                | 와타나베 요시오   | 21.9%         |
| 2  | 07 - 012  | 10월 08일 - 10월 13일       | ...만나고 없습니다, 지금은 ...会いません、今は      | 와타나베 요시오   | 21.6%         |
| 3  | 013 - 018 | 10월 15일 - 10월 20일       | 그런 건 절대 거짓말! そんなん絶対ウソ！             | 와타나베 요시오   | 22.3%         |
| 4  | 019 - 024 | 10월 22일 - 10월 27일       | 내가 찾아합니다! 私がみつけます！                   | 아다치 모지리     | 22.0%         |
| 5  | 025 - 030 | 10월 29일 - 11월 03일       | 믿는 거예요! 信じるんです！                         | 아다치 모지리     | 21.9%         |
| 6  | 031 - 036 | 11월 05일 - 11월 10일       | 소금을 만드는 건가요!? お塩を作るんですか!?         | 와타나베 요시오   | 21.6%         |
| 7  | 037 - 042 | 11월 12일 - 11월 17일       | 내가 어떻게든 합니다! 私がなんとかします！          | 아다치 모지리     | 21.0%         |
| 8  | 043 - 048 | 11월 19일 - 11월 24일       | 새로운 모험!? 新しい冒険!?                          | 아다치 모지리     | 20.7%         |
| 9  | 049 - 054 | 11월 26일 - 12월 01일       | 아냐, 만페이 씨 違うわ、萬平さん                    | 호사카 케이타     | 21.1%         |
| 10 | 055 - 060 | 12월 03일 - 12월 08일       | 나는 무사의 딸의 딸! 私は武士の娘の娘！             | 호사카 케이타     | 21.3%         |
| 11 | 061 - 066 | 12월 10일 - 12월 15일       | 만페이 혼신의 다마네혼 まんぺい印のダネイホン！     | 와타나베 요시오   | 21.1%         |
| 12 | 067 - 072 | 12월 17일 - 12월 22일       | 절대 어떻게든 되니까! 絶対何とかなるから！          | 와타나베 요시오   | 21.2%         |
| 13 | 073 - 077 | 12월 24일 - 12월 28일       | 살아만 있으면 生きてさえいれば                      | 아다치 모지리     | 21.6%         |
| 14 | 078 - 079 | 2019년 1월 4일 - 1월 5일    | 의사회 의장!? 理事長!?                              | 아다치 모지리     | 19.7%         |
| 15 | 080 - 085 | 1월 7일 - 1월 12일          | 후회하고 계십니까? 後悔してるんですか？             | 아다치 모지리     | 20.9%         |
| 16 | 086 - 091 | 1월 14일 - 1월 19일         | 이제는 올라갈 뿐입니다! あとは登るだけです！        | 마츠오카 카즈후미 | 21.2%         |
| 17 | 092 - 097 | 1월 21일 - 1월 26일         | 라면이다! 후쿠코! ラーメンだ！福子！                | 와타나베 요시오   | 21.8%         |
| 18 | 098 - 103 | 1월 28일 - 2월 02일         | 완성까진 조만간!? 完成はもうすぐ!?                  | 호사카 케이타     | 21.1%         |
| 19 | 104 - 109 | 2월 04일 - 1월 09일         | 10보든 20보든 전진입니다! 10歩も20歩も前進です！    | 아다치 모지리     | 21.4%         |
| 20 | 110 - 115 | 2월 11일 - 2월 16일         | 다 됐다구! 후쿠코! できたぞ！福子！                 | 와타나베 요시오   | 21.4%         |
| 21 | 116 - 121 | 2월 18일 - 2월 23일         | 작전을 생각해 주십시오 作戦を考えてください         | 호사카 케이타     | 21.6%         |
| 22 | 122 - 127 | 2월 25일 - 3월 02일         | 허례허식은 멀지 않습니까? きれいごとは通りませんか? | 아다치 모지리     | 20.6%         |
| 23 | 128 - 133 | 3월 04일 - 3월 09일         | 신상품!? 新商品!?                                   | 와타나베 요시오   | 21.7%         |
| 24 | 134 - 139 | 3월 11일 - 3월 16일         | 바라볼 뿐이다 見守るしかない                        | 마츠오카 카즈후미 | 20.4%         |
| 25 | 140 - 145 | 3월 18일 - 3월 23일         | 다 되었습니다! 만페이 씨! できました！萬平さん！    | 아다치 모지리     | 21.7%         |
| 26 | 146 - 151 | 3월 25일 - 3월 30일         | 함께 가보자! 둘이서 行きましょう！二人で            | 와타나베 요시오   | 21.8%         |
|    |           |                             |                                                     |                   |               |